# Carl Gustaf Boivie
Carl Gustaf Boivie, född den 26 februari 1834 i Vendels socken, Uppsala län, död den 22 oktober 1896 i Stockholm, var en svensk jurist.
Boivie blev 1851 student vid Uppsala universitet, där han avlade kameralexamen 1857 och hovrättsexamen samma år. Han blev auskultant i Svea hovrätt sistnämnda år, extra ordinarie notarie där 1858, tillförordnad notarie 1863, vice häradshövding 1864, extra ordinarie fiskal i hovrätten samma år, adjungerad ledamot 1867, ordinarie fiskal 1868, assessor 1873 och hovrättsråd 1883. Boivie blev riddare av Nordstjärneorden sistnämnda år.